# 城野和也
城野 和也（じょうの かずや、1954年12月10日 ‐）は、日本の実業家。
三井住友フィナンシャルグループ取締役および三井住友銀行取締役兼専務執行役員を経て、シティバンク銀行株式会社代表取締役社長兼CEO（2012年‐2014年）に就任した。
退任後は、日本製鋼所、東レ、ブラザー工業の社外監査役を歴任した。

## 略歴
- 1954年12月10日 生。私立東大寺学園高等学校卒業後、
- 1977年3月　東京大学経済学部卒業[6]。
- 1977年4月　株式会社三井銀行(現：株式会社三井住友銀行) 入社
- 2005年6月　株式会社三井住友銀行 執行役員
- 2007年4月　三井住友銀行常務執行役員
- 2009年4月　三井住友銀行常務執行役員、株式会社三井住友フィナンシャルグループ 常務執行役員、株式会社SMFGカード&クレジット 代表取締役社長
- 2010年4月　三井住友銀行取締役兼専務執行役員、株式会社三井住友フィナンシャルグループ専務執行役員、株式会社SMFGカード&クレジット代表取締役社長
- 2011年6月　三井住友銀行取締役兼専務執行役員、株式会社三井住友フィナンシャルグループ 取締役
- 2012年3月　退任
- 2012年6月　シティバンク銀行株式会社代表取締役社長兼CEO
- 2014年5月　退任
- 2015年6月　株式会社日本製鋼所 社外監査役
- 2015年6月　東レ株式会社 社外監査役
- 2019年6月　ブラザー工業株式会社 社外監査役